# 蝦夷三官寺
蝦夷三官寺（えぞさんかんじ）は、江戸時代後期の東蝦夷地に建立された3つの仏教寺院（厚岸国泰寺・様似等澍院・有珠善光寺）の総称。千島列島にロシア帝国が南下してくる情勢で、移住した和人の安寧やアイヌの親露化の防止などを目的として、江戸幕府によって文化元年（1804年）に建立された。運営にあたっては幕府から扶持米などが支給されたため官寺と称される。2018年には北海道遺産に選定された。
寛永8年（1631年）の『新寺建立禁止令』によって新規の寺院建立が禁じられていた時代に幕府自らが建立し、本末制度や檀家制度（宗門人別改帳）といった既存の宗教政策にとらわれない点から、近世における特異な仏教寺院と位置付けられている。近世における三官寺の具体的な活動については、重要文化財に指定されている『蝦夷三官寺国泰寺関係資料』『蝦夷三官寺等澍院関係資料』『蝦夷三官寺善光寺関係資料』に詳しい。

## 経緯

### 背景
近世の北海道は、松前藩が治める和人地とアイヌの土地であった蝦夷地に区分されていた。このうち蝦夷地への和人の往来は制限されており、巡礼者の便宜をはかるための非公認の宗教施設を除けば仏教寺院は存在しなかった。
18世紀中頃からロシア帝国は千島列島航路を開拓し、日本との交易を求めて蝦夷地に来航するようになる。近藤重蔵らによる蝦夷地調査を行った幕府は、松前藩による蝦夷地管理を止めて蝦夷地の直接支配を決定し、寛政11年（1799年）に第一次幕領期を迎えた。

### 第一次幕領期
享和2年（1802年）9月に箱館奉行の戸川安倫と羽太正養から寺社奉行に対し、寺院施設の建立許可を求める申し出があった。当初の申し出は墓守の庵室程度であったが、「外国の境」という事情を考慮して蝦夷三官寺が新たに建立されることが決定された。
建立構想は既存の教団の関与はなく、全て幕府によって決定された。まず住職は、徳川将軍家とつながりが深く、かつ宗門統制を行う触頭であった寛永寺・増上寺・金地院のうちから、寺社奉行によって選出された。その際、日蓮宗と浄土真宗は意図的に除外された事が、佐藤宥紹から指摘されている。寺院経営については、幕府から扶持が与えられることが決定された。また蝦夷三官寺の住職が直接将軍に御目見えをした点でも、幕府が直接運営に関与したとみることができる。
『休明光記』によれば、幕府が寺の建立を行った背景には、蝦夷地での「不正之筋」への危惧があった。この不正の筋について、田中秀和は「ロシア南下に伴うキリスト教（ロシア正教会）の蔓延」を挙げ、佐藤宥紹は「キリスト教に加え、既存教団や民間信仰も含めた反体制的指導を行う教団の波及」と推測している。第一次幕領期を通じて、蝦夷地に建立が許された寺院は三官寺のみであり、三官寺は寺社奉行の統制のもとで持場における排他的な宗教活動を許されていた。このような幕府の方針により三官寺は、蝦夷地の警備や出稼ぎ労働者として一時的に住んでいた和人と海難者の葬儀、および宗門取締りと外国船の退散祈祷を行った。
いっぽうでアイヌに対する仏教の布教について、『休明光記』には埋葬風俗について「夷のことは夷次第」と記されており、積極的な教化は行わないとするのが幕府と箱館奉行の方針であった。ただし幕府も教化自体を禁止したわけではなく、風俗改変を伴わない穏やかな布教が行われていたと考えられている。松浦武四郎は『蝦夷日記』に有珠善光寺が「平時にはアイヌに念仏を教え、有事には僧が訓示を行い、死を恐れず和人と共にロシアと戦えと命じた」と記している。また『日鑑記』に記される厚岸国泰寺で回向が行われた23人の「新和人」は和人商人に場所で使役されたアイヌと考えられ、一定程度の信徒が居たと考えられている。また厚岸国泰寺は、アイヌへのキリスト禁教の周知と、酒を振る舞って仏教祭祀への参加を奨励している。こうしたアイヌへのゆるやかな教化は、ロシア帝国を始めとする異国にアイヌが恭順しないようにすることが目的と考えられ、三官寺は積極的にその役割を果たしたと考えられている。

### 松前藩復領期
日露間の緊張が緩和した文政4年（1821年）に松前藩は復領し、再び蝦夷地の管理を行うようになるが、三官寺は引き続き持場を独占することが許された。三官寺の担った役割も第一次幕領期と同様と考えられるが、この頃から和人は蝦夷地に長期間居住するようになったため家族ぐるみで渡ることが増え、詰合や会所の関係者のみならずその妻子の葬儀を行った記録が残されている。
天保2年（1832年）には、厚岸国泰寺に護国殿が建立された。この建物では東照宮祥月が行われている事から、将軍家の位牌が安置されたと推測され、のちには松前藩主の位牌も置かれた。またこの護国殿では異国船退散祈祷が行われており、幕府が三官寺に期待した役割を果たすための建物と考えられる。

### 第二次幕領期
19世紀中頃から外国船の来航が続き、蝦夷地での緊張が高まると、安政2年（1855年）に再び蝦夷地は幕領化された。第二次幕領期では、幕府は内国化（蝦夷地への和人の往来を緩和し定住の推進）を行い、これに伴って既存教団の新規寺院の建立や神社の造営が許されるようになった。
このような幕府の方針転換によって三官寺の排他的な特権は失われる事になったが、扶持米の給与は継続され、持場内の新規寺院の建立もついてもある程度は制限されたようである。また上記のように幕府が既存集団の寺院建立を許したため、三官寺の役割から宗教統制が失われ、和人の移住を推進するための宗教的保証へと変わったとされる。有珠善光寺は、新たに西蝦夷地に末寺の建立を願い出て、余市・石狩・宗谷に新三官寺が建立が許され、特に宗谷護国寺は樺太における回向も許されている。
蝦夷地に寺院が増えたことで独占的特権を失った三官寺は、回向・施餓鬼などの祭事を新規寺院と競い確保する必要を迫られた。『日鑑記』によれば、厚岸国泰寺は固定的な檀家を確保するべく人別改帳の作成を願い出たが、幕府は移住した和人の人別改帳を蝦夷地に移す事を許さなかった。そのため三官寺は固定の檀家を得ることはできなかったが、和人の人口増加や従前からの会所などとの繋がりにより、祭事自体は増加したようである。
その後明治維新によって幕府からの扶持は途絶え、三官寺は官寺としての機能を終えた。

## 蝦夷三官寺の一覧
| 名称   | 国泰寺                       | 等澍院                       | 善光寺                |
| ------ | ---------------------------- | ---------------------------- | --------------------- |
| 外観   |                              | 画像をアップロード           |                       |
| 現在地 | 北海道厚岸郡厚岸町湾月町1-15 | 北海道様似郡様似町潮見台11-4 | 北海道伊達市有珠町124 |
| 宗派   | 臨済宗南禅寺派               | 天台宗                       | 浄土宗                |